# Hervé Machenaud
Pour les articles homonymes, voir Machenaud.
Hervé Machenaud, né le 22 août 1947, est l'ancien directeur de la branche Asie-Pacifique du groupe EDF, ayant occupé ce poste du 1er février 2002 au 1er novembre 2016. Il a par ailleurs été de 2010 à 2016 directeur exécutif chargé de la production et de l'ingénierie (succédant à Bernard Dupraz) et membre du comité exécutif du groupe EDF (COMEX). 
Il quitte le groupe EDF le 1er novembre 2016.
Il est membre de l'Académie des technologies depuis 2010.

## Formation
- ingénieur de l’École polytechnique (1968)
- ingénieur de l’École des Ponts et Chaussées (1973)
- diplômé de l’Institut d’études politiques de Paris (1973)[4]

## Parcours professionnel
Hervé Machenaud est affecté en 1973, au ministère de la Coopération et détaché comme directeur de la division d’aménagement urbain au Bureau National d'Études Techniques et du Développement (BNETD) du ministère du Plan de la Côte d’Ivoire. Il réalise pendant cette période plusieurs études en qualité d'expert pour la Banque mondiale sur le continent africain.
En 1978, il regagne la France et dirige l'arrondissement des grands travaux de la direction départementale de l'équipement d'Ille-et-Vilaine.
En 1982, il rejoint EDF comme directeur adjoint de l’aménagement de la centrale nucléaire de Paluel. De 1984 à 1989, il s’occupe du développement du groupe en Chine en tant que directeur technique pour la construction de la centrale nucléaire de Daya Bay.
Entre 1990 et 1995, Hervé Machenaud occupe les fonctions de directeur du Centre national d’équipement nucléaire (CNEN), chargé des programmes nucléaires français et internationaux du Groupe. À ce titre, il pilote la conception, la construction et le démarrage des réacteurs à eau pressurisée du palier N4 dans les centrales nucléaires de Chooz, de Civaux, de Daya Bay et de Ling Ao.
De 1995 à 1998, il est nommé directeur adjoint de l’équipement d’EDF chargé du développement international. 
De 1998 à 2002, il occupe successivement les fonctions de directeur de la production et du transport d’EDF, puis de directeur adjoint du pôle industrie.
En 2002, il est nommé directeur de la branche Asie-Pacifique d’EDF (Chine, Japon, Inde et région du Grand Mékong). Il conduit notamment des projets nucléaires (Taishan), thermiques (Sanmenxia), hydrauliques et éoliens, en Chine, au Vietnam (centrale de Phu My), au Laos (barrage de Nam Theun).
De 2010 à 2015, il est directeur exécutif groupe chargé de la production et de l'ingénierie, et membre du COMEX d'EDF, tout en restant directeur de la branche Asie-Pacifique.
Le 1er novembre 2016, il est mis fin à ses fonctions de directeur Asie-Pacifique. Hervé Machenaud quitte le groupe EDF.

## Filmographie
- Hervé Machenaud est intervenant dans le film documentaire "Éoliennes: du rêve aux réalités".